# Kwiatkowo (jezioro)
Kwiatkowo (Kopań, niem. Blumen See) – jezioro w Polsce, w województwie warmińsko-mazurskim, w powiecie szczycieńskim, w gminie Jedwabno. Leży na zachód od jeziora Przyjamy (Priamy) i jest z nim połączone wąskim ciekiem; niektóre źródła traktują je jako część jeziora Przyjamy.

## Dane
- Powierzchnia: 3,35 ha[2]
- Typ: linowo-szczupakowy
- Jezioro otwarte, wypływa z niego struga, która następnie wpływa do rzeki Czarna

## Grupa jezior
Jest to jedno z jezior usytuowanych na zachodniej granicy powiatu w dwóch równoległych rynnach ciągnących się z północy na południe. W jednej z nich jest jezioro Dłużek, w drugiej jeziora Łabuny Wielkie, Łabuny Małe, Czarne, Przyjamy, Kwiatkowo i Kociołek. Z wyjątkiem małych leśnych oczek, wszystkie jeziora są odpływowe i znajdują się w zlewni rzeki Czarnej, która jest dopływem Omulwi. W okolicy tej grupy przebiega droga krajowa nr 58, która m.in. łączy Szczytno i Nidzicę, natomiast wzdłuż jezior, z południa na północ ciągną się drogi gruntowe. Wszystkie jeziora położone są malowniczo w lesie.

## Opis jeziora
Małe jezioro często nie podpisywane na mapach. Znajduje się obok jezior Kociołek i Przyjamy.
Dojazd ze Szczytna drogą krajową nr 58 w stronę Nidzicy, następnie po około 4 km od wsi Dłużek w drogę gruntową w lewo.